# Chlamydomonas gloeopara
Chlamydomonas gloeopara là một loài tảo trong họ Chlamydomonadaceae, thuộc chi Chlamydomonas.